# Шаховской, Василий Иванович
По родословной росписи Шаховских показаны современники два князя Василия Ивановича.

## Шаховской Василий Иванович № 1
Князь Василий Иванович Шаховской — стольник, московский дворянин и воевода во времена правления Алексея Михайловича, Фёдора Алексеевича, правительницы Софьи Алексеевны, Ивана V и Петра I Алексеевича.
Из княжеского рода Шаховские. Второй сын князя Ивана Леонтьевича Шаховского Меньшого. Имел братьев, князей: московского дворянина Захария Ивановича, воеводу Тимофея Ивановича и окольничего Перфилия Ивановича.

## Биография
Показан в жильцах. В 1662 году пожалован в московские дворяне. В 1662, 1664, 1665 и 1668 годах пожалован за литовские и иные службы придачами к поместному окладу и деньгами. В 1670 году воевода в Коломне. В 1671—1674 годах воевода в Волокаламске. В сентябре 1675 года пожалован придачей к поместному окладу сто четвертей земли и 12 рублей. В 1686 году за старостью отставлен от полковой службы. В 1692 году в Боярской книге показан стольником.
По родословной росписи показан бездетным.

## Шаховской Василий Иванович № 2
Князь Василий Иванович Шаховской — служилый князь, жилец, при тех же Государях.
Младший сын князя Ивана Андреевича Шаховского (ум. 1660). Имел старшего брата воеводу, князя Михаила Ивановича.
Показан в жильцах. В 1668—1669 годах на службе в Севске. В 1671 году участвовал в Низовом походе, за что пожалован золотым. В 1678—1679 годах участвовал в Чигиринском, Севском и Киевском походах. Устраивал крепости Азов, Лютик и Таганрог.
Имел трёх сыновей, князей: жилец (1692—1700) Никита, Игнатий и Яков Васильевичи.